# Marios Ilia (ur. 1979)
Marios Ilia (gr. Μάριος Ηλία, ur. 14 kwietnia 1979 w Nikozji) – cypryjski piłkarz grający na pozycji bocznego obrońcy.

## Kariera klubowa
Karierę piłkarską Ilia rozpoczął w klubie z rodzinnej Nikozji o nazwie APOEL Nikozja. W sezonie 1998/1999 zadebiutował w jego barwach w pierwszej lidze cypryjskiej i oprócz debiutu rozegrał jeszcze jedno spotkanie w tamtym sezonie. W nim zdobył z APOEL-em Puchar Cypru. Latem 2000 roku został wypożyczony do innego pierwszoligowca Doxy Katokopia, w której spędził cały sezon 2000/2001. Po powrocie z Doxy Ilia stał się podstawowym zawodnikiem APOEL-u i w 2002 roku został z nim mistrzem kraju, po raz pierwszy w karierze. W 2004, 2007 i 2009 roku wywalczył kolejne trzy tytuły mistrza kraju, a w 2006 i 2008 roku - dwa Puchary Cypru. Wiosną 2008 roku został wypożyczony do Ethnikosu Achna, w którym grał przez pół sezonu 2007/2008. W swojej karierze oprócz wywalczenia tytułów mistrzowskich i pucharów kraju zdobył także pięć Superpucharów Cypru w latach 1996, 1999, 2002, 2004 i 2008. W 2014 zakończył karierę.
| Sezon   | Klub           | Kraj | Rozgrywki  | Mecze | Bramki |
| ------- | -------------- | ---- | ---------- | ----- | ------ |
| 1998/99 | APOEL Nikozja  | Cypr | Division A | 2     | 0      |
| 1999/00 | APOEL Nikozja  | Cypr | Division A | 9     | 2      |
| 2000/01 | Doxa Katokopia | Cypr | Division A | 22    | 2      |
| 2001/02 | APOEL Nikozja  | Cypr | Division A | 18    | 2      |
| 2002/03 | APOEL Nikozja  | Cypr | Division A | 26    | 2      |
| 2003/04 | APOEL Nikozja  | Cypr | Division A | 18    | 2      |
| 2004/05 | APOEL Nikozja  | Cypr | Division A | 21    | 0      |
| 2005/06 | APOEL Nikozja  | Cypr | Division A | 21    | 2      |
| 2006/07 | APOEL Nikozja  | Cypr | Division A | 15    | 1      |
| 2007/08 | APOEL Nikozja  | Cypr | Division A | 1     | 0      |
| 2007/08 | Ethnikos Achna | Cypr | Division A | 11    | 0      |
| 2008/09 | APOEL Nikozja  | Cypr | Division A | 14    | 1      |
| 2009/10 | APOEL Nikozja  | Cypr | Division A | 16    | 0      |
| 2010/11 | APOEL Nikozja  | Cypr | Division A | 6     | 0      |
| 2011/12 | APOEL Nikozja  | Cypr | Division A | 5     | 1      |
| 2012/13 | APOEL Nikozja  | Cypr | Division A | 2     | 0      |
| 2013/14 | APOEL Nikozja  | Cypr | Division A | 1     | 0      |

## Kariera reprezentacyjna
W reprezentacji Cypru Ilia zadebiutował 7 czerwca 2003 roku w wygranym 2:1 meczu z Maltą, rozegranym w ramach kwalifikacji do Euro 2004. W barwach kadry narodowej występował też w eliminacjach do MŚ 2006, Euro 2008, a obecnie jest członkiem drużyny grającej w kwalifikacjach do MŚ 2010.